# Ригини, Гульельмо
 Гульельмо Ригини (итал. Guglielmo Righini; 1908—1978) — итальянский астроном.

## Биография
Родился в Кастельфранко-Венето, в 1930 окончил Флорентийский университет. В 1928—1951 работал в обсерватории Арчетри, в 1951—1953 — директор астрофизической обсерватории Асьяго. С 1953 — директор обсерватории Арчетри и профессор астрономии Флорентийского университета.

## Научный вклад
Основные труды в области спектроскопического изучения атмосфер Солнца и звезд, а также истории астрономии. Выполнил исследования интенсивностей и профилей линий в спектре Солнца, физических условий в солнечной короне, изучил распределение энергии в непрерывном спектре короны, определил её цветовые характеристики и температуру как наблюдательными, так и теоретическими методами. Совместно с американским астрономом А. Дейчем открыл холодные области в короне. Большое внимание уделял оснащению обсерватории Арчетри новыми инструментами и внедрению новых методов исследований Солнца. В 1963 построил радиотелескоп с антенной 10 м, на котором проводились регулярные наблюдения Солнца в радиодиапазоне. Принимал участие в восьми экспедициях для наблюдения полных солнечных затмений, первым начал проводить наблюдения затмений с борта самолёта. В обсерватории Асьяго занимался спектрофотометрией и количественным анализом атмосфер звезд B и Be; выполнил пионерскую работу по исследованию инфракрасного спектра β Лиры. Ряд его работ посвящён изучению творчества Г. Галилея и истории астрономии галилеевого периода. Будучи президентом Комиссии по созданию Итальянской национальной астрономической обсерватории, руководил разработкой проекта этого учреждения и проекта большого телескопа.
Член Национальной академии деи Линчеи. В течение многих лет был президентом Итальянского астрономического общества, президентом комиссий N 10 «Солнечная активность» и N 12 «Излучение и строение солнечной атмосферы» Международного астрономического союза. Автор 168 научных работ.